# Филатов, Михаил Фёдорович
Михаил Фёдорович Филатов (1 октября 1915 — 27 декабря 1986) — командир сапёрного взвода 246-го гвардейского стрелкового полка (82-я гвардейская стрелковая дивизия, 8-я гвардейская армия, 1-й Белорусский фронт), гвардии старший сержант — на момент представления к награждению орденом Славы 1-й степени.

## Биография
Родился 1 октября 1915 года на хуторе Ильменский 2-й (ныне — в составе городского округа город Михайловка Волгоградской области).
В Красной Армии с 1938 по 1940 и с июня 1941 года. На фронте в Великую Отечественную войну с октября 1942 года. Участвовал в Сталинградской битве, в освобождении Донбасса, Запорожья, форсировании Днепра южнее Днепропетровска Юго-Западный фронт, уничтожении никопольско-криворожской группировки противника и освобождении юга Украины в ходе Березнеговато-Снегирёвской и Одесской операций 3-го Украинского фронта. Форсировал Западный Буг и Вислу, участвовал в боях на магнушевском плацдарме, освобождал Польшу в ходе Висло-Одерской операции. Особо отличился в боях в Польше и Германии.
29 августа 1944 года награждён орденом Славы 3-й степени. 17 марта 1945 года награждён орденом Славы 2-й степени.
23 апреля 1945 года при форсировании реки Шпре близ города Кёпеник юго-восточная окраина Берлина в сжатые сроки на лодке переправил под огнём на плацдарм 35 солдат и офицеров, чем содействовал успеху в бою. 27 апреля 1945 года предотвратил взрыв заминированного противником моста через Ландвер-канал в Берлине, обнаружив и перерезав провод вражеских подрывников, чем обеспечил успешное продвижение пехоты и танков в центральные кварталы Берлина.
Указом Президиума Верховного Совета СССР от 15 мая 1946 года за мужество, отвагу и героизм гвардии старший сержант Филатов Михаил Фёдорович награждён орденом Славы 1-й степени.
В 1945 году демобилизован. Вернулся в родной хутор, затем жил в станице Етеревская. Умер 27 декабря 1986 года.